# Infanticida (zoologie)

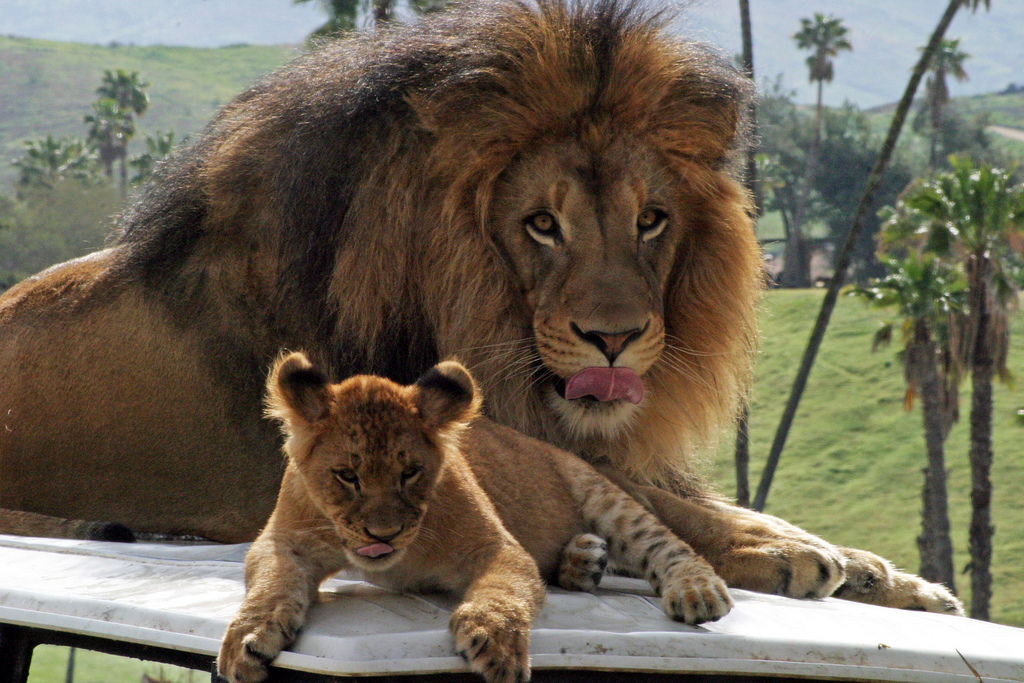
Lví samci obvykle zabijí všechna nevlastní mláďata, když přeberou vládu nad smečkou.

Infanticida je biologický jev, který nastává tehdy, když živočichové zabíjejí mláďata svého vlastního druhu. Její zvláštní formou je ovicida, při níž dospělí likvidují vejce svého druhu. Infanticidu praktikují rozliční živočichové počínaje drobnými vířníky a konče velkými savci. Není závislá na pohlaví, mohou se jí dopouštět jak samci, tak samice. Infanticidu praktikovali a stále praktikují i mnohé lidské kultury (viz Infanticida (lidé)).
Existuje šest hlavních důvodů pro toto chování. Za prvé to je hlad a mláďata bývají snadnou potravou. V přírodě má dospělý jedinec vyšší hodnotu než mládě. V případě nouze tak mohou dokonce vlastní rodiče sežrat své potomky. Druhým důvodem bývá snaha o prosazení vlastních genů pomocí reprodukce. Samec se snaží přivést samici do říje tím, že zabije její mláďata, která měla s jiným samcem. Třetím důvodem bývá ochrana společenstva před případnou chorobou, kterou by mladí jedinci mohli roznést. Toto uplatňují například včely medonosné, když z úlu vyhazují larvy nakažené tzv. morem včelího plodu. Čtvrtým důvodem je infanticida ze stresu. Toto chování je možno občas pozorovat v zajetí u mnoha různých druhů živočichů. Pátým důvodem je jakýsi mateřský instinkt zachování rodu. Pokud se matce narodí příliš mláďat a ona usoudí, že by fyziologicky nezvládla jejich kojení a krmení, může se stát, že jedno nebo i několik z nich usmrtí v zájmu přežití ostatních. Posledním důvodem je zabití omylem, například během přenášení do nového úkrytu nebo zalehnutím.